# Pierre-Jacques-René Denne-Baron
Pierre-Jacques-René Denne-Baron (* 6. September 1780 in Paris; † 5. Juni 1854 ebenda) war ein französischer Schriftsteller.

## Leben
Denne-Baron war der Sohn einer reichen Familie und widmete sich neben philologischen Studien seiner Neigung zur Poesie.
Er übersetzte in Versen Dichtungen von Properz und Fragmente aus Vergil, Marcus Annaeus Lucanus und Claudian, in Prosa übersetzte er Werke von Anakreon, Properz und anderen Dichtern.
Denne-Baron hinterließ auch eine Reihe eigener Gedichte, wie:
- Héro et Léandre nach Musäos (1806)
- La nymphe Pyrène (1823)
- die Idyllensammlung Fleurs poétiques (1825).

Er war ein Hauptmitarbeiter am Dictionnaire de la conversation. Er starb verarmt in Paris.
Dieser Artikel basiert auf einem gemeinfreien Text aus Meyers Konversations-Lexikon, 4. Auflage von 1888 bis 1890.
| Personendaten    | Personendaten                    |
| ---------------- | -------------------------------- |
| NAME             | Denne-Baron, Pierre-Jacques-René |
| KURZBESCHREIBUNG | französischer Schriftsteller     |
| GEBURTSDATUM     | 6. September 1780                |
| GEBURTSORT       | Paris                            |
| STERBEDATUM      | 5. Juni 1854                     |
| STERBEORT        | Paris                            |